# Ubaldina Valoyes
Ubaldina Valoyes Cuesta, née le 6 juillet 1982 à Quibdó, Chocó, est une haltérophile colombienne.

## Biographie
Elle remporte une médaille d'or aux Jeux panaméricains de 2007. Elle représente la Colombie aux Jeux olympiques d'été à trois reprises : en 2004, 2008 et 2012. Elle remporté la médaille d'or dans la catégorie des moins de 75 kg à l'arraché et à l'épaulé-jeté lors du Festival sportif panaméricain de 2014 ,